# オスカー・シュワルタウ
- オスカー・シュワータウ

オスカー・シュワルタウ（Oscar Schwartau, 2006年5月17日 - ）は、デンマーク・首都地域センゲローズ出身のサッカー選手。EFLチャンピオンシップ・ノリッジ・シティFC所属。ポジションはMF。

## クラブ経歴
12歳の時にブレンビーIFのユースアカデミーに入所。16歳の誕生日を迎えた2022年5月17日に3年契約でプロ契約を結び、トップチームに昇格。7月17日のオーフスGF戦で先発で起用され、16歳61日の若さでプロデビュー。更に8月14日のオーデンセBK戦では、前半32分にプロ初ゴールを記録。デンマーク・スーペルリーガ史上二番目の若さでの初ゴールとなった。
2024年8月24日、ノリッジ・シティFCと4年契約を締結した。

## 代表歴
2021年より、各ユース世代のデンマーク代表でプレーしている。